# Verwaltungsgemeinschaft Ampfing
Die Verwaltungsgemeinschaft Ampfing im oberbayerischen Landkreis Mühldorf a.Inn wurde im Zuge der Gemeindegebietsreform am 1. Mai 1978 gegründet und zum 1. Januar 1980 bereits wieder aufgelöst.
Ihr gehörten die Gemeinden Ampfing, Heldenstein, Mettenheim und Rattenkirchen an. Während Ampfing und Mettenheim eigene Verwaltungen als Einheitsgemeinden erhielten, bildeten die zwei weiteren Mitglieder ab 1. Januar 1980 die Verwaltungsgemeinschaft Heldenstein.
Sitz der Verwaltungsgemeinschaft war Ampfing.